# Tấn công sân bay Istanbul 2016
Cuộc tấn công tự sát sân bay Istanbul 2016 xảy ra vào ngày 28 tháng 6 năm 2016 khi các tiếng bom nổ và tiếng súng bắn vang ra tại nhà ga số 2 (các chuyến bay quốc tế) của sân bay Atatürk ở Istanbul, Thổ Nhĩ Kỳ.
Theo thống kê 1 ngày sau vụ tấn công, có ít nhất 41 người chết và 239 người bị thương, cộng thêm 3 kẻ khủng bố đều bị chết Những tiếng súng vang ra tại bãi đậu xe của sân bay, trong khi các vụ nổ xảy ra tại lối vào nhà ga quốc tế và dường như đã được gây ra bởi những người đánh bom tự sát. Một số báo cáo nói rằng các vụ nổ xảy ra ở các phần khác nhau của sân bay.
Bốn người đàn ông có vũ trang được nhìn thấy đang chạy trốn khỏi hiện trường sau vụ nổ.

## Bối cảnh
Istanbul trước đó đã phải chịu trận 3 cuộc tấn công khủng bố trong nửa năm đầu 2016, trong đó có các cuộc tấn công tự sát vào tháng 1 và tháng 3, cả hai được cho là có liên quan đến Nhà nước Hồi giáo Iraq và Levant (ISIL), và một vụ đánh bom xe vào đầu tháng 6 được nhóm Chim ưng Tự do Kurdistan (TAK), một nhánh cực đoan ly khai từ Đảng Công nhân người Kurd (PKK), nhận trách nhiệm.

## Nổ súng và đánh bom
Khoảng gần 22:00 giờ Istanbul, hai kẻ tấn công tới gần một máy quét X-quang tại một trạm kiểm soát an ninh, và nổ súng. Nhân viên cảnh sát đã bắn trả lại. Những kẻ tấn công sau đó kích nổ bom trên người của họ.
Dựa trên một video của máy quay phim an ninh, một trong những người đánh bom đã vào được bên trong Terminal 2 (nhà ga quốc tế) khi kích nổ bom tự sát. Ngoài ra có lẽ một bom nổ khác xảy ra tại bãi đậu xe trước nhà ga 
Một video khác cho thấy một kẻ tấn công bắn vào những người bên trong nhà ga. Kẻ đó đã bị bắn bởi một quan chức an ninh đứng gần, và té xuống đất. Sau đó dây nịt chứa bom kích nổ.
Trong và ngay sau khi các cuộc tấn công, hàng trăm hành khách và người bên trong sân bay núp bất cứ nơi nào họ có thể ở các cửa hàng, phòng tắm và dưới các băng ghế.
Hai trong số những kẻ tấn công kích nổ thiết bị nổ, tự sát, một người bị giết, có lẽ bởi các lực lượng an ninh.
Theo lời tường thuật, 4 người đàn ông có vũ trang được nhìn thấy chạy khỏi hiện trường sau vụ nổ.